# 松本直司
松本 直司（まつもと なおじ NAOJI MATSUMOTO、1950年 - ）は、日本の建築の研究者。名古屋工業大学大学院教授。
専門は、建築計画、環境心理。

## 人物・経歴
埼玉県立熊谷高等学校を経て、1974年東京工業大学卒業。1979年東京工業大学大学院博士課程修了。工学博士。
信州大学助教授、名古屋工業大学助教授を経て、名古屋工業大学大学院工学研究科社会工学専攻教授。

## 学会活動
- 日本インテリア学会、日本都市計画学会、日本建築学会、都市住宅学会、IAPS、日本図学会、MERA、こども環境学会、日本造園学会、土木学会

## 受賞
- 日本建築学会奨励賞（論文）